# Нойштадт-в-Саксонії
Нойштадт-в-Саксонії (нім. Neustadt in Sachsen) — місто в Німеччині, розташоване в землі Саксонія. Входить до складу району Саксонська Швейцарія — Східні Рудні Гори.
Площа — 83,05 км2. Населення становить 11 962 ос. (станом на 31 грудня 2020).